# Volkrange
Pour l’article ayant un titre homophone, voir Wolkrange.
Volkrange est un village français du département de la Moselle en région Grand Est. C’est une commune à part entière jusqu’au 5 mars 1969, date à laquelle ce village est intégré dans la commune de Thionville.
Ses habitants sont appelés les Volkrangeois en français et les Woolkrénger en platt. Ils sont au nombre de 1 171 en 1975.

## Géographie
Situé dans le  pays thionvillois, Volkrange est à environ 5 km de Thionville, 30 km de Metz et 15 km du Luxembourg. Le territoire communal de Volkrange représente 8,89 km2 en 1907, un chiffre qui inclut Beuvange-sous-Saint-Michel et Metzange.

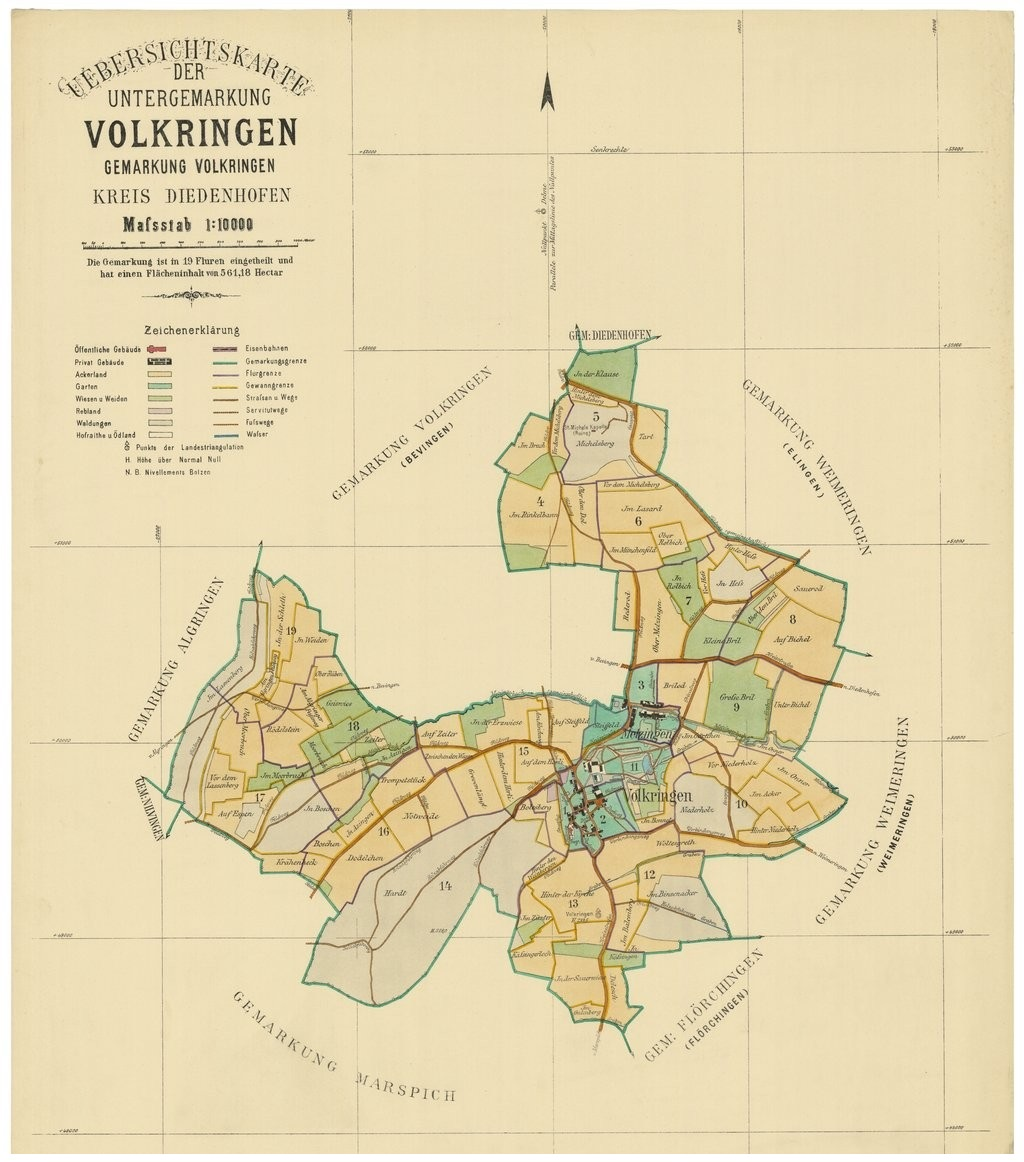
Plan cadastral de Volkrange en 1893.

## Toponymie
- En francique lorrain : Wolkrénge[3]  (prononcé /volkʁeŋə/), Woolkrénge[4] et Wolkréngen. Avec l'accent tonique sur le [o][4].
- En allemand : Volkringen[5].

### Mentions anciennes
- Ce village est mentionné sous les noms de : Wolkrenges (1130)[6], Wolcringen (1184)[6], Vokerenges (1203)[6], Wolkerenges (1223)[6], Wolkeranges (1230)[6], Wolkerange (1254)[6], Wolkeringis (1256)[6], Wolkergen et Wolkerengen (1276)[6], Wolcrenge et Wolgrainge (1429)[6], Volkenges (1443)[6], Volckeringen (1469)[6], Wolkringen (1471)[6], Wolkringa, Wolerange, Voltering (1544)[6], Volcringen (1571-1572)[6], Vuolchrang et Vuolchange (1681)[6], Volcrange (1697)[6], Volquerange (1756)[6], Volkrange (1793)[7], Volkringen ou Volkrange (1863)[8], Volkringen (1871-1918)[4].

### Étymologie
Le toponyme Volkrange se compose de l'anthroponyme germanique Volko ou Wolker, suivi du suffixe -ingen francisé en -ange.

## Histoire
Ce village était autrefois une seigneurie purement foncière. Les autres branches de la juridiction seigneuriale ressortissaient du siège prévôtal de Thionville.
Volkrange, seigneurie de nom et d'armes, fief du comté de Luxembourg, a donné son nom à une maison d'ancienne chevalerie, dont le nom s'est éteint au XVIe siècle. Celle-ci portait pour armes : d'argent à la fasce de gueules au chef fretté de même. Au XVIIIe siècle, la seigneurie de Volkrange avait pour dépendances : Volkrange, Metzange, 7 voueries à Veymerange, la rue du Moulin et le Moulin à Knutange, des censes à Algrange et à Guentrange.
Volkrange était aussi le siège d'une cure de l'archiprêtré de Thionville, qui dépendait du noviciat des Jésuites de Trèves, cette cure avait pour annexes : Veymerange, Elange, Terville, Beuvange et l'ermitage Saint-Michel.
Le 29 juillet 1811, la commune de Beuvange-sous-Saint-Michel est rattachée à celle de Volkrange par décret. Le 5 mars 1969, la commune de Volkrange est rattachée à celle de Thionville sous le régime de la fusion simple.

## Administration
À l'époque de l'Ancien Régime, c'est le seigneur du lieu qui préside l'assemblée municipale. Charles Joseph Demesnil, nommé par le roi, est le dernier seigneur de Volkrange.
| Période                                  | Période        | Identité                      | Étiquette | Qualité |
| ---------------------------------------- | -------------- | ----------------------------- | --------- | ------- |
| 1790                                     | février 1791   | Charles Joseph Demesnil       |           |         |
| février 1791                             | novembre 1791  | Nicolas Freling               |           |         |
| novembre 1791                            | novembre 1792  | Louis Gauthier                |           |         |
| novembre 1792                            | février 1800   | Jean Redinger                 |           |         |
| février 1800                             | décembre 1812  | François Remlinger            |           |         |
| décembre 1812                            | février 1814   | François Joseph de Nonancourt |           |         |
| février 1814                             | juin 1815      | Jean Schweitzer               |           |         |
| juin 1815                                | août 1821      | François Remlinger            |           |         |
| août 1821                                | février 1826   | Grosse                        |           |         |
| février 1826                             | septembre 1830 | François Joseph de Nonancourt |           |         |
| septembre 1830                           | 1844           | Jean Pierre Remlinger         |           |         |
| 1844                                     | février 1848   | Nicolas Freling               |           |         |
| mars 1848                                | juillet 1852   | Jean Veynante                 |           |         |
| juillet 1852                             | septembre 1856 | Jean Pierre Remlinger         |           |         |
| septembre 1856                           | février 1857   | Dorr                          |           |         |
| février 1857                             | février 1863   | Barthélemy Bompard            |           |         |
| février 1863                             | septembre 1872 | Jean Dorr                     |           |         |
| septembre 1872                           | juin 1874      | Félix Marx                    |           |         |
| juin 1874                                | janvier 1882   | Dominique Cherer              |           |         |
| janvier 1882                             | janvier 1889   | Pierre Thinus                 |           |         |
| janvier 1889                             | novembre 1889  | Molvinger                     |           |         |
| novembre 1889                            | septembre 1896 | Vagner                        |           |         |
| septembre 1896                           | décembre 1919  | Félix Baue                    |           |         |
| décembre 1919                            | juillet 1926   | Jean Breibach                 |           |         |
| août 1926                                | février 1930   | Jean Brendel                  |           |         |
| février 1930                             | 1940           | Mathias Wagner                |           |         |
| octobre 1945                             | mars 1959      | Mathias Wagner                |           |         |
| mars 1959                                | mars 1965      | Jean Pierre Muller            |           |         |
| mars 1965                                | mars 1969      | Adolphe Fehr                  |           |         |
| Les données manquantes sont à compléter. |                |                               |           |         |

## Population et société

### Démographie
| 1793 | 1800 | 1806 | 1821 | 1836 | 1841 | 1861 | 1866 | 1872 |
| ---- | ---- | ---- | ---- | ---- | ---- | ---- | ---- | ---- |
| 280  | 275  | 290  | 531  | 577  | 560  | 601  | 634  | 626  |

| 1876 | 1881 | 1886 | 1891 | 1896 | 1901 | 1906 | 1911 | 1921 |
| ---- | ---- | ---- | ---- | ---- | ---- | ---- | ---- | ---- |
| 604  | 585  | 594  | 621  | 694  | 845  | 840  | 887  | 794  |

| 1926 | 1931 | 1936 | 1946 | 1954 | 1962  | 1968  | - | - |
| ---- | ---- | ---- | ---- | ---- | ----- | ----- | - | - |
| 852  | 891  | 826  | 850  | 857  | 1 018 | 1 054 | - | - |

### Enseignement
École publique des Trois villages, pour le cursus élémentaire et maternel.

### Loisirs
Le club de football US Volkrange évolue avec trois équipes Jeunes : en U9 ,U11 et U13 ; deux équipes Seniors : une première en 2e division et l'autre en 3e divisionet une équipe Vétérans.
Centre social et culturel : le centre Saint-Michel.

## Culture locale et patrimoine

### Linguistique
Le dialecte de Volkrange est désigné sous l'appellation « Woolkrénger platt » et fait partie d'une petite aire linguistique du luxembourgeois, dite de l'ouest thionvillois. De plus, certaines particularités phonétiques propres à Volkrange, Metzange et Beuvange-sous-Saint-Michel, n'existent dans aucun autre village des alentours.
Dans le dialecte de Volkrange, Metzange et Beuvange-sous-Saint-Michel, un grand nombre de [a] bref sont prononcés /å/, c'est-à-dire presque comme un [o] ouvert. En outre, à l'exception de quelques mots brefs, les [n] situés à la fin des mots disparaissent, cela quelle que soit leur position dans la phrase ; et concernant l'article défini den, il se réduit à de sauf si le nom suivant commence par une voyelle.
Lors de l'annexion allemande de 1871, le français était déjà bien implanté et le parler francique de Volkrange était la langue orale quotidienne. Cependant l'allemand standard était quant a lui totalement inconnu de la population du village, qui était incapable d'écrire dans cette langue. Si bien que la langue française y fut administrativement maintenue jusqu'en 1885.
En 1986, seuls les habitants natifs du village qui avaient plus de 70 ans connaissaient encore parfaitement le dialecte volkrangeois. Concernant ceux qui avaient à cette époque dans les 60 ans, ils pouvaient s'exprimer dans ce dialecte mais avec des difficultés.
Ce fait serait dû à l'arrivée en 1925 de deux sœurs : Blanche et Marie Varinaud, qui étaient institutrices. Ces deux femmes se seraient acharnées sur les jeunes volkrangeois de l'époque pour extirper le dialecte local de leur bouche. Elles allaient même jusqu'à passer inlassablement dans les rues du village pour surprendre les enfants qui parlaient en dialecte entre eux et les punir.

### Lieux et monuments
- Monument commémoratif en mémoire de l'équipage de l'avion B-17[16], qui s'est écrasé sur le territoire de Beuvange-sous-Saint-Michel.
- Le domaine de Volkrange alias le parc de Volkrange : réhabilité en site écologique et touristique en 1990, il a une superficie de 30 ha[17] et inclut un arboretum[18].

#### Château de Volkrange
Le château de Volkrange et ses communs fait l’objet d’une inscription au titre des monuments historiques depuis le 8 octobre 1984.
Un premier château (détruit) est édifié de 1242 à 1248 pour Arnoux II, seigneur de Volkrange, sur une plate-forme rectangulaire entourée de douves, qui subsiste toujours. Au XVIe siècle, le logis est reconstruit (époque du gros œuvre et des voûtes du rez-de-chaussée), puis restauré, à partir de 1671, par Jean de Pouilly, après les dommages causés par la guerre de Trente Ans. Dans la première moitié du XVIIIe siècle, il est modernisé par des percements et de nouveaux aménagements intérieurs.
En 1741, des dépendances, comprenant des écuries et un pigeonnier, sont construites à l’ouest et au nord. En 1841, un nouveau logis est érigé sur le côté est de la cour pour Barthélemy Bompard, qui a acquis le domaine l’année précédente. Dans la seconde moitié du XIXe siècle, une chapelle est aménagée dans la salle voûtée du rez-de-chaussée du vieux logis pour la famille Bompard, avec porte et fenêtres en pastiche néo-roman.
Le domaine est vendu aux pères du Sacré-Cœur en 1952, puis racheté en 1996 par la ville, qui loue le vieux logis à l’association des Amis du vieux château.

#### Édifices religieux

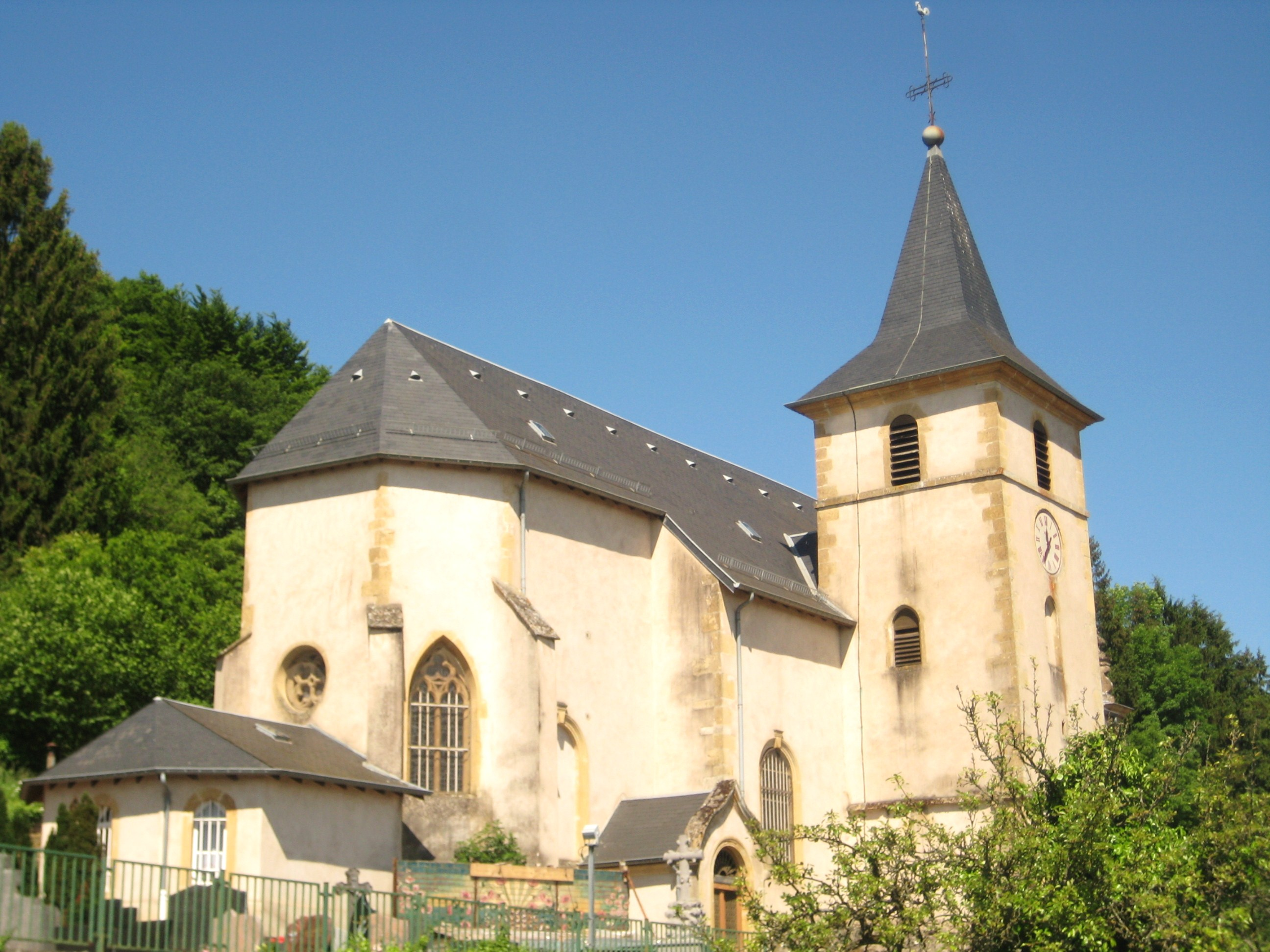
Église Saint-Jean-Baptiste à Volkrange.

- Église paroissiale Saint-Jean-Baptiste : la première église remonte sans doute au XVe siècle, dont subsiste sur le flanc nord une chapelle surmontée d’une tour clocher. L’arc triomphal et le chœur gothique datent de la seconde moitié du XVIe siècle. La nef et la façade sont reconstruites en 1723 (date portée). Le clocher semble également avoir été exhaussé au XVIIIe siècle. D’importants travaux sont effectués en 1867.
- Bildstock du Niderholzerwee (son emplacement d'origine), dont le style est typiquement du XVIe siècle[4] ; sur son fût est gravée la date 1810 (probable année de restauration)
- Croix du haut du Kläppchen, sur son fût se trouve la date 1821 et son sommet a été cassé par des enfants[4]
- Croix de la Montée des Vignerons, incluant un écusson en relief, elle date probablement du début du XIXe siècle[4]

### Personnalités liées au village
- Anatole Louis Adrien Blondin (1862-1935), général de division.

### Héraldique
| Blason de Volkrange | Blason  | D'argent à la fasce de gueules, au chef fretté de même. |
| Blason de Volkrange | Détails | Armes des seigneurs de Volkrange.                       |